# Диблін
Диблін (пол. Dyblin, нім. Dübeln) — село в Польщі, у гміні Добжинь-над-Віслою Ліпновського повіту Куявсько-Поморського воєводства.
Населення — 312 осіб (2011).
У 1975-1998 роках село належало до Влоцлавського воєводства.

## Демографія
Демографічна структура станом на 31 березня 2011 року:
|          | Загалом | Допрацездатний вік | Працездатний вік | Постпрацездатний вік |
| -------- | ------- | ------------------ | ---------------- | -------------------- |
| Чоловіки | 155     | 30                 | 108              | 17                   |
| Жінки    | 157     | 35                 | 92               | 30                   |
| Разом    | 312     | 65                 | 200              | 47                   |